# Busola Adrianowa
Busola Adrianowa – busola kierunkowa opracowana w roku 1907 przez kapitana Władimira Adrianowa.
Busola została wprowadzona na wyposażenie Armii Imperium Rosyjskiego na początku XX wieku. Potem znajdowała się na wyposażeniu armii czerwonej (armii radzieckiej), aż do upadku ZSRR. W wojsku polskim używana była po I wojnie światowej, a także pojawiły się w oddziałach 1 i 2 Armii Wojska Polskiego i wykorzystywano je co najmniej do lat 50 XX w.
Busola posiada oryginalną, prostą budowę, jest lekka i ma małe wymiary co umożliwiło noszenie jej na ręce jak zegarek (służył do tego skórzany pasek). Podstawę wykonano z metalu niemagnetycznego lub bakelitu z zamontowaną podziałką. Igła magnetyczna posiadała blokadę. Funkcję przyrządów celowniczych pełnią muszka i szczerbinka umieszczone na pierścieniu.
Miała postać okrągłego ebonitowego pudełka ze szklaną pokrywą i aluminiowym pierścieniem, wewnątrz którego mieściła się osadzona na ostrzu, igła magnetyczna. Skala pierścienia aluminiowego składała się ze 120 podziałek, odstęp między kreskami skali odpowiadał 3° albo 50 tysiącznym. Skala była opisana podwójnie: liczby wewnętrzne oznaczały stopnie i rosły w kierunku obrotu wskazówki  zegara co 15°, liczby zewnętrzne  oznaczające  tysiączne  rosły  w kierunku  przeciwnym do ruchu wskazówek zegara co 5-00 w dziesiątkach tysiącznych. Obok skali umieszczono litery oznaczające strony świata i fosforyzowany trójkąt oznaczający północ.